# Estación Choele Choel
Choele Choel era una estación de ferrocarril ubicada en el departamento Avellaneda, en la provincia de Río Negro, República Argentina. Actualmente, se encuentra en ruinas, por lo que se puede apreciar el antiguo andén y los baños de la estación (que en la actualidad, están devastados).

## Servicios
Pertenece al Ferrocarril General Roca en su ramal entre Bahía Blanca y Zapala.
No presta servicios de pasajeros desde 1993, sin embargo por sus vías corren trenes de carga, a cargo de la empresa Ferrosur Roca.

## Ubicación
Se accede desde la Ruta Nacional 22.